# Partit Socialista Unificat d'Alemanya
El Partit Socialista Unificat d'Alemanya (en alemany, Sozialistische Einheitspartei Deutschlands o SED) va ser un partit polític alemany. Governà la República Democràtica Alemanya des de la seva fundació el 7 d'octubre de 1949 fins a les primeres eleccions lliures després de la reunificació alemanya el 18 de març de 1990.
El SED va ser fundat l'abril de 1946 mitjançant la unificació del Partit Comunista d'Alemanya (KPD) i el Partit Socialdemòcrata d'Alemanya (SPD) a la zona d'ocupació soviètica d'Alemanya després de la Segona Guerra Mundial. El resultat va ser la creació d'un partit poderós, amb més d'1.260.000 afiliats. L'octubre d'aquell mateix any es van celebrar eleccions, i el SED va obtenir quasi el 50% dels vots a l'RDA. El SED va formar tot seguit un Front Nacional amb la Joventut Lliure Alemanya, la Federació Alemanya de Sindicats Lliures, i les organitzacions democratacristianes i liberals de l'Est. Aquesta coalició unitària, controlada en la pràctica pel SED, va ocupar els escons de la Parlament de l'RDA fins a les eleccions de 1990.
A finals dels anys vuitanta, el SED comptava amb 2,8 milions de militants i el total control de la vida política del país. El secretari general era el president de la República i el seu diari, Neues Deutschland (Nova Alemanya), el més llegit.
Després de la caiguda del Mur de Berlín el novembre de 1989 i l'enfonsament de totes les estructures de poder de l'RDA, el SED va canviar la denominació per la de Partit del Socialisme Democràtic (PDS) i va perdre el 95% de la militància. El 2005 va canviar la seua denominació a Partit de l'Esquerra (Die Linke), i va obtenir els millors resultats electorals des de 1989.
Els seus secretaris generals van ser Wilhelm Pieck i Otto Grotewohl (1946-1950), Walter Ulbricht (1950-1971), Erich Honecker (1971-1989) i Egon Krenz (1989).